# 西牛津和阿賓登 (英國國會選區)
西牛津和阿賓登（英語：Oxford West and Abingdon），英國國會一郡選區，包括英格蘭東南部牛津郡牛津市西部和北部，以及白馬谷和查韋爾區一部。始設於1983年。

該區歷年選舉結果
藍：保守黨；黃：自民黨及其前身社民黨；紅：工黨；灰：其他

本區是保守黨和自民黨爭持的選區。在2010年大選中保守黨的尼古拉·布萊克伍德以42.3%選票擊敗了尋求連任、自民黨的埃文·哈里斯。七年後，自民黨奪回議席至今。